# Róma város közigazgatási felosztása a császárkorban

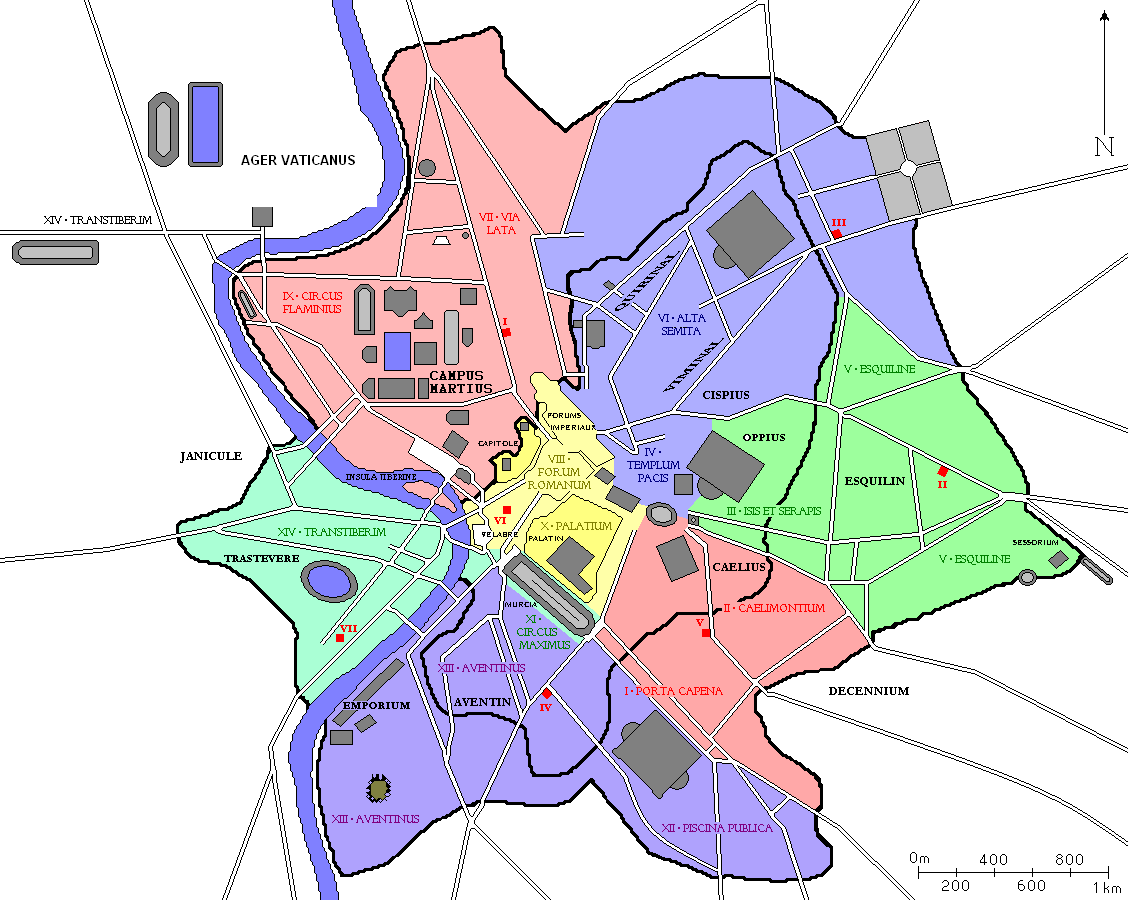
Róma közigazgatási térképe a regiókkal, a rendőri csapatok elhelyezési körleteivel, illetve azok felelősségi körzeteivel

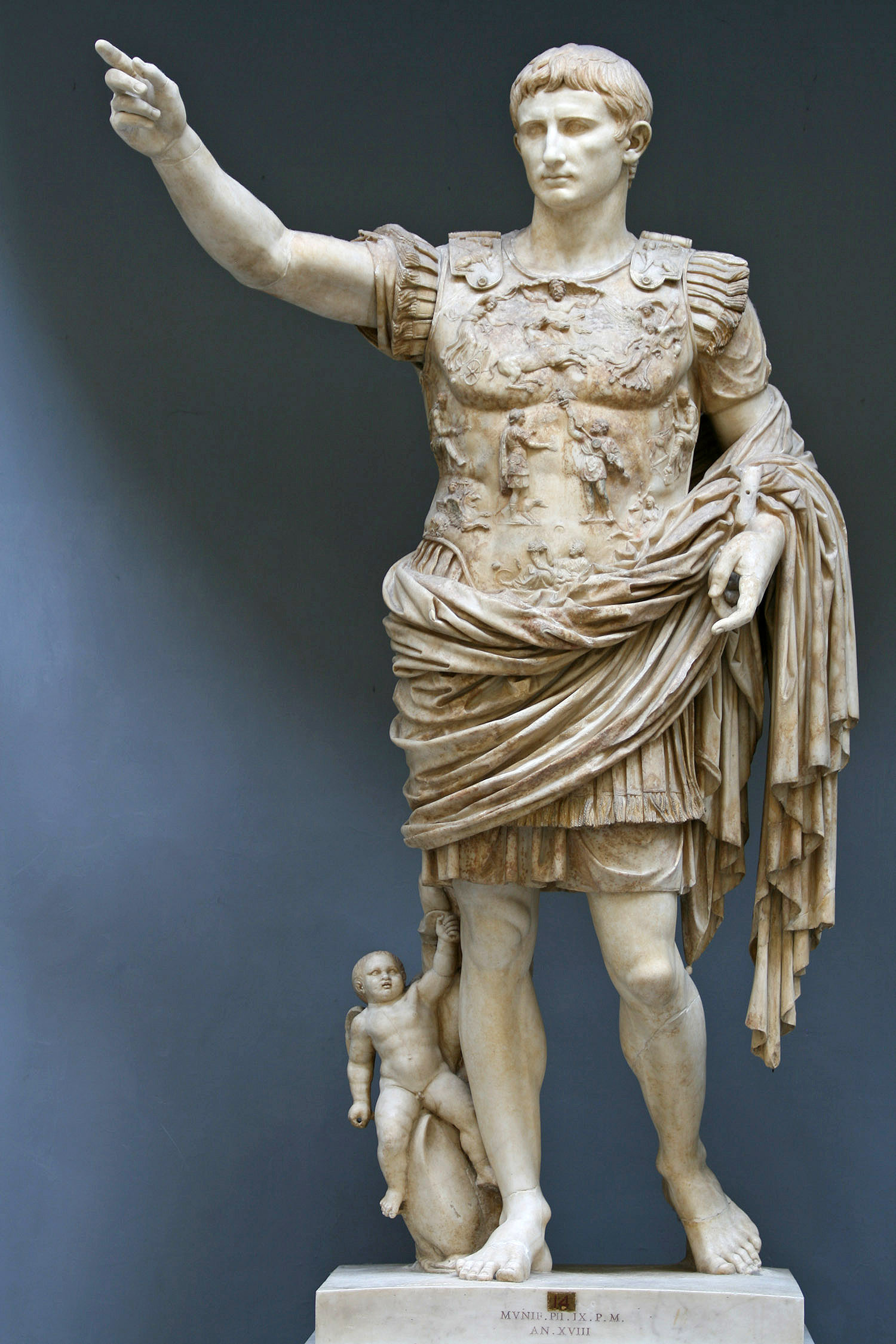
Augustus császár, Róma közigazgatásának megszervezője

Augustus volt az, a ki a város külső képét egészen megváltoztatta, nemcsak a szervezés új beosztásával, hanem új építkezésekkel. Ő és utódai a város külső képét nemcsak fényes palotáikkal (a Palatinuson, ezért palatium = palota) és templomokkal, hanem főként óriási fürdők (thermae), vízvezetékek (aquae), porticusok és forumok építésével egészen megváltoztatták.
Maga a város kiterjedése is nagy mértékben megnőtt, hogy a város lakosságát befogadhassa; lakosainak száma tekintetében csak becslésre vagyunk utalva, feltehető, hogy a Kr. u. évszázadokban kereken 1 000 000 lakosa volt.
Augustus császár Kr. e. 7-ben Rómát közigazgatási tekintetben 14 regióra osztotta.

## A regiók
A felsorolásban említett név később a gyakorlat következtében jött létre. Eredetileg csak sorszámokat kaptak az egyes regiók, melyeknek elhelyezkedésük szerinti sorrendje a következő volt.
- I. Regio Porta Capena: Kiterjedt keskeny szalag formájában Constantinus diadalívétől dél felé, az élénk forgalmú via Appia és a belőle kiágazó via Latina, amelyek mentén számos síremlék állt.

- II. Regio Caelimontium: Főként a Caelius magaslatán, ahova a vicus Capitis Africae és a clivus Scauri vezetett fel. Utóbbi felett állt Dolabella és Silanus consulok ma is létező kapuja (arcus Dolabellae), az aqua Claudia ívei közé befoglalva.

- III. Regio Isis et Serapis: Az Oppius monst és a Carinae nevű magaslatot foglalta el. Isis és Serapis templomát, a mely a regio nevét adta, fekvése szerint nem ismerjük. E regióban volt a praefectus urbi hivatalos helyisége (Praefectura Urbana).

- IV. Regio Templum Pacis: Magában foglalta a Sacra viától kezdve a Velia nagyobb részét, a Quirinalis és Oppius közötti völgyet (Subara) és a Cispius magaslatát Servius faláig.

- V. Regio Esquilina: az Esquilinusnak és a Viminalisnak Servius falán kívül eső részeit foglalta el. Itt, a Servius fala és az agger körül újabb időben ősrégi necropolist fedeztek fel. Az agger előtti árok és környéke még a köztársaság alatt is temetkező helyül szolgált, különösen nagy járványok idején. E sírok területét később vastag földréteggel temették be, s így az előbb egészségtelen városrészből kellemes tartózkodó hely lett, amelyben a gazdag és előkelő rómaiak díszes kerteket ültettek.

- VI. Regio Alta Semita: a Quirinalison terült el; főútjáról, a via Nomentanában folytatást nyerő Alta Semitáról vette nevét. Az Aurelianus-féle fal belefoglalta a testőrcsapatoknak Tiberius császár által létesített kaszárnyáját, a ma ismét katonai célokra szolgáló Castra Praetoriát, mely előtt a Servius faláig elterülő teret campus cohortium pretoriarumnak nevezték. Ezzel szomszédos a campus Sceleratus, ahol a fogadalmuk ellen vétő Vesta-szüzeket élve eltemették.

- VII. Regio Via Lata: A VI. regiótól nyugatra, a mai Corso vonaláig terjedt, amely útvonal belső része via Lata, külső része már via Flaminia nevet viselt. A Servius-féle porta Fontinalistól induló út felett több diadalív állt.

- VIII. Regio Forum Romanum: Hozzá tartozott a Forum Romanum, a Forum Iulium, a Forum Augustum, a Forum Traiani és a Capitolinus mons a Velabrum egy részével.

- IX. Regio Circus Flaminius: Magában foglalta a via Latától a Tiberisig terjedő campus Martiust (Mars-mező). Nevét a C. Flaminiustól Kr. u. 221-ben a ludi plebeji megtartására épített Circus Flaminiustól vette.

- X. Regio Palatina: Az ősi Roma quadrata területét, a mons Palatinust foglalta el.

- XI. Regio Circus Maximus.

- XII. Regio Piscina publica: Nevét egy ilyen nevű tóról kapta, a mely a Servius falán kívül terült el; vizét mosdásra használták, de fürödtek is benne. Az első évszázadban Kr. előtt már nem létezett.

- XIII. Regio Aventina: A XI. és XII. regio és a Tiberis közti területet foglalta el egészen az Aurelianus-féle falig.

- XIV. Regio Trans Tiberim: (ma Trastevere), tulajdonképpen a városon kívül feküdt, a Tiberis jobbpartján. Augustus bevette ugyan a regiók sorába, de csak az Aurelianus-féle fal kapcsolta a város belterületéhez a regio egy részét.

## A regiók rendőri-tűzoltói felügyelete
Augustus szervezte a cohortes vigilium nevű rendőri és főleg tűzoltói szolgálatra rendelt csapatokat is, minden két regióra egyet.
A hét cohors közül ismerjük az elhelyezését a következőknek: 
- cohors I. vigilum a VII. és IX. regióban
- cohors II. a III. és V. regióban
- cohors III. a IV. és VI. regióban
- cohors IV. a XII. és XIII. regióban
- cohors IV. a II. és XIII. regióban
- cohors V. az I. és II. regióban.

A cohors VI. (a VIII. és X. regióban) elhelyezése ismeretlen, mint a cohors VII. (a XI. és XIV. regióban) elhelyezése is; az utóbbinak csak egy őrszobája (excubitorium) ismeretes a XIV. regióban.

## Kapcsolódó cikk
- Róma története